# Komórka blastyczna
Komórki blastyczne (w skrócie blasty) – jeden z rodzajów komórek macierzystych. Są to bardzo słabo zróżnicowane komórki prekursorowe, z których rozwijają się komórki poszczególnych szeregów hematopoetycznych w szpiku kostnym.
Ich nadmierny patologiczny rozrost prowadzi do rozwoju nowotworów o typie blastoma.
Potocznie mianem blastów określa się niedojrzałe krwinki białe pojawiające się we krwi obwodowej w przebiegu białaczek.